# Побережне (Львівський район)
Побережне́ — село в Україні, у Львівському районі Львівської області. Населення становить 180 осіб. Орган місцевого самоврядування — Городоцька міська рада. Колишня назва — Ятвіги, до 1954 р.
В селі є дерев'яна церква Святого Миколи 1867 року.

## Населення
За даними Всеукраїнського перепису населення 2001 року, у селі мешкало 280 осіб.